# نوروز منگل
نوروز منگل (انگلیسی: Nawroz Mangal؛ زادهٔ ۲۸ نوامبر ۱۹۸۴) بازیکن کریکت اهل افغانستان است.